# Voetbalkampioenschap van Wezer-Jade 1929/30
In 1929/30 werd het zevende voetbalkampioenschap van Wezer-Jade gespeeld, dat georganiseerd werd door de Noord-Duitse voetbalbond. 
Na één jaar onderbreking werd er opnieuw een competitie gespeeld. Het voorgaande seizoen vond er een revolutie plaats in Noord-Duitsland omdat de grote clubs vonden dat de vele competities het niveau van de clubs niet ten goede kwam op nationaal vlak. Zij richtten een eigen competitie op met tien clubs. De voetbalbond gaf ten dele gehoor aan de rebellen, die voornamelijk uit de competitie van Groot-Hamburg kwamen, al werd hun doel niet helemaal bereikt. De elf bestaande competitie werden herleid naar zes competities. De twee reeksen van Wezer en Jade werden samengevoegd tot één reeks Wezer-Jade. Criteria was de ranking in het seizoen 1927/28, de vier beste teams van elke groep kwalificeerden zich.
Bremer SV 06 werd kampioen en plaatste zich voor de Noord-Duitse eindronde. Als vicekampioen was ook Bremer Sportfreunde, het vroegere ABTS 1891, geplaatst. SV 06 werd in de eerste ronde verslagen door Lübecker BV Phönix 03 en Sportfreunde door Arminia Hannover.

## Oberliga
| Plaats | Club                        | Wed. | W  | G | V | Saldo | Ptn   |
| ------ | --------------------------- | ---- | -- | - | - | ----- | ----- |
| 1.     | Bremer SV 06                | 14   | 10 | 1 | 3 | 40:26 | 21:7  |
| 2.     | Sportfreunde 1885/91 Bremen | 14   | 8  | 2 | 4 | 40:21 | 18:10 |
| 3.     | FC SuS 1900 Delmenhorst     | 14   | 7  | 2 | 5 | 31:29 | 16:12 |
| 4.     | SV Werder Bremen            | 14   | 6  | 1 | 7 | 35:35 | 13:15 |
| 5.     | Bremer BV Union 1901        | 14   | 6  | 1 | 7 | 28:36 | 13:15 |
| 6.     | VfB Komet 1896 Bremen       | 14   | 5  | 2 | 7 | 36:40 | 12:16 |
| 7.     | VfL Schutzpolizei Bremen    | 14   | 5  | 0 | 9 | 21:38 | 10:18 |
| 8.     | Wilhelmshavener SV 06       | 14   | 4  | 1 | 9 | 31:37 | 9:19  |

|  | Kampioen, geplaatst voor Noord-Duitse eindronde |
|  | Geplaatst voor Noord-Duitse eindronde           |
|  | Degradatie                                      |